# Marko Jarić
Marko Jarić (srb. Марко Јарић, gre. Μάρκος Λάτσης; ur. 12 września 1978 w Belgradzie) – serbski koszykarz, posiadający także obywatelstwo greckie. Gra na pozycji rzucającego obrońcy. 14 lutego 2009 ożenił się z brazylijską modelką Adrianą Limą. 15 listopada 2009 urodziła się ich córka Valentina, a 12 września 2012 druga córka, Sienna.

## Kariera zawodnicza
- 1996–1998: Peristeri Ateny
- 1998–2000: Fortitudo Bolonia
- 2000–2002: Virtus Bolonia
- 2002–2005: Los Angeles Clippers
- 2005–2008: Minnesota Timberwolves
- 2008–2009: Memphis Grizzlies
- 2009–2010: Real Madryt
- 2010- Montepaschi Siena